# Pervenchères
Ne doit pas être confondu avec Prévenchères.
Pervenchères est une commune française, située dans le département de l'Orne en région Normandie, peuplée de 342 habitants.

## Géographie
La commune est à l'ouest du Perche. Son bourg est à 11 km au sud-est du Mêle-sur-Sarthe, à 12 km au nord-est de Mamers, à 14 km au nord-ouest de Bellême et à 15 km au sud-ouest de Mortagne-au-Perche.
Couvrant 2 835 hectares, le territoire de Pervenchères était le plus étendu de son canton.
L'Huisne, qui prend sa source sur la commune voisine de La Perrière, traverse puis limite l'est du territoire communal.
Le point culminant (227 m) se situe au nord, près du lieu-dit la Butte. Le point le plus bas (143 m) correspond à la sortie de la Pervenche du territoire, au nord-ouest. La commune est bocagère.
| Vidai, Barville                  | Saint-Julien-sur-Sarthe, Saint-Quentin-de-Blavou | Coulimer              |
| Les Aulneaux (72), Contilly (72) | Pervenchères                                     | Saint-Jouin-de-Blavou |
| Montgaudry                       | Montgaudry                                       | La Perrière           |

### Hydrographie
La commune est située dans le bassin Loire-Bretagne. Elle est drainée par l'Huisne, la Pervenche, le Belnoë et le ruisseau de Belno,,.
L'Huisne, d'une longueur de 165 km, prend sa source dans la commune de Belforêt-en-Perche et se jette  dans la Sarthe à Mans, après avoir traversé 36 communes. 

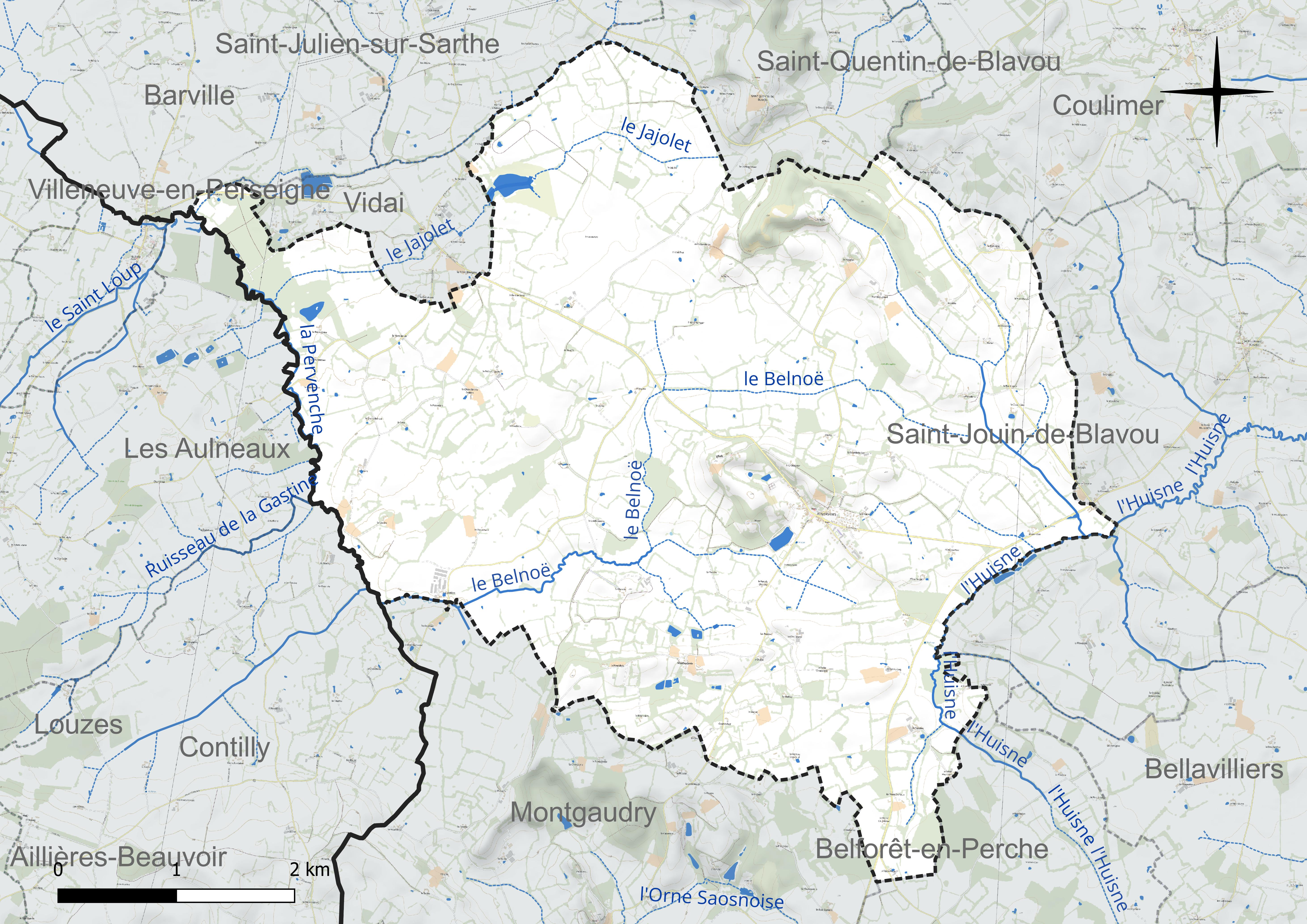
Réseau hydrographique de Pervenchères.

### Climat
Pour des articles plus généraux, voir Climat de la Normandie et Climat de l'Orne.
En 2010, le climat de la commune est de type climat océanique dégradé des plaines du Centre et du Nord, selon une étude du CNRS s'appuyant sur une série de données couvrant la période 1971-2000. En 2020, Météo-France publie une typologie des climats de la France métropolitaine dans laquelle la commune est exposée à un climat océanique altéré et est dans la région climatique Normandie (Cotentin, Orne), caractérisée par une pluviométrie relativement élevée (850 mm/a) et un été frais (15,5 °C) et venté. Parallèlement le GIEC normand, un groupe régional d’experts sur le climat, différencie quant à lui, dans une étude de 2020, trois grands types de climats pour la région Normandie, nuancés à une échelle plus fine par les facteurs géographiques locaux. La commune est, selon ce zonage, exposée à un « climat des plateaux abrités », se caractérisant par une pluviométrie et des contraintes thermiques modérées mais aussi, par effet de continentalité, des températures plus contrastées qu'au nord dans la plaine de Caen, avec communément 10 à 15 jours par an de plus de froid en hiver et de chaleur en été.
Pour la période 1971-2000, la température annuelle moyenne est de 10,5 °C, avec une amplitude thermique annuelle de 13,9 °C. Le cumul annuel moyen de précipitations est de 740 mm, avec 12 jours de précipitations en janvier et 7,8 jours en juillet. Pour la période 1991-2020, la température moyenne annuelle observée sur la station météorologique la plus proche, située sur la commune de Saint-Martin-du-Vieux-Bellême à 11 km à vol d'oiseau, est de 11,4 °C et le cumul annuel moyen de précipitations est de 810,0 mm,. Pour l'avenir, les paramètres climatiques de la commune estimés pour 2050 selon différents scénarios d’émission de gaz à effet de serre sont consultables sur un site dédié publié par Météo-France en novembre 2022.

## Urbanisme

### Typologie
Au 1er janvier 2024, Pervenchères est catégorisée commune rurale à habitat dispersé, selon la nouvelle grille communale de densité à sept niveaux définie par l'Insee en 2022.
Elle est située hors unité urbaine et hors attraction des villes,.

### Occupation des sols
L'occupation des sols de la commune, telle qu'elle ressort de la base de données européenne d’occupation biophysique des sols Corine Land Cover (CLC), est marquée par l'importance des territoires agricoles (96,2 % en 2018), une proportion identique à celle de 1990 (96,2 %). La répartition détaillée en 2018 est la suivante : 
prairies (78 %), terres arables (18,2 %), forêts (2,9 %), zones urbanisées (0,9 %). L'évolution de l’occupation des sols de la commune et de ses infrastructures peut être observée sur les différentes représentations cartographiques du territoire : la carte de Cassini (XVIIIe siècle), la carte d'état-major (1820-1866) et les cartes ou photos aériennes de l'IGN pour la période actuelle (1950 à aujourd'hui).

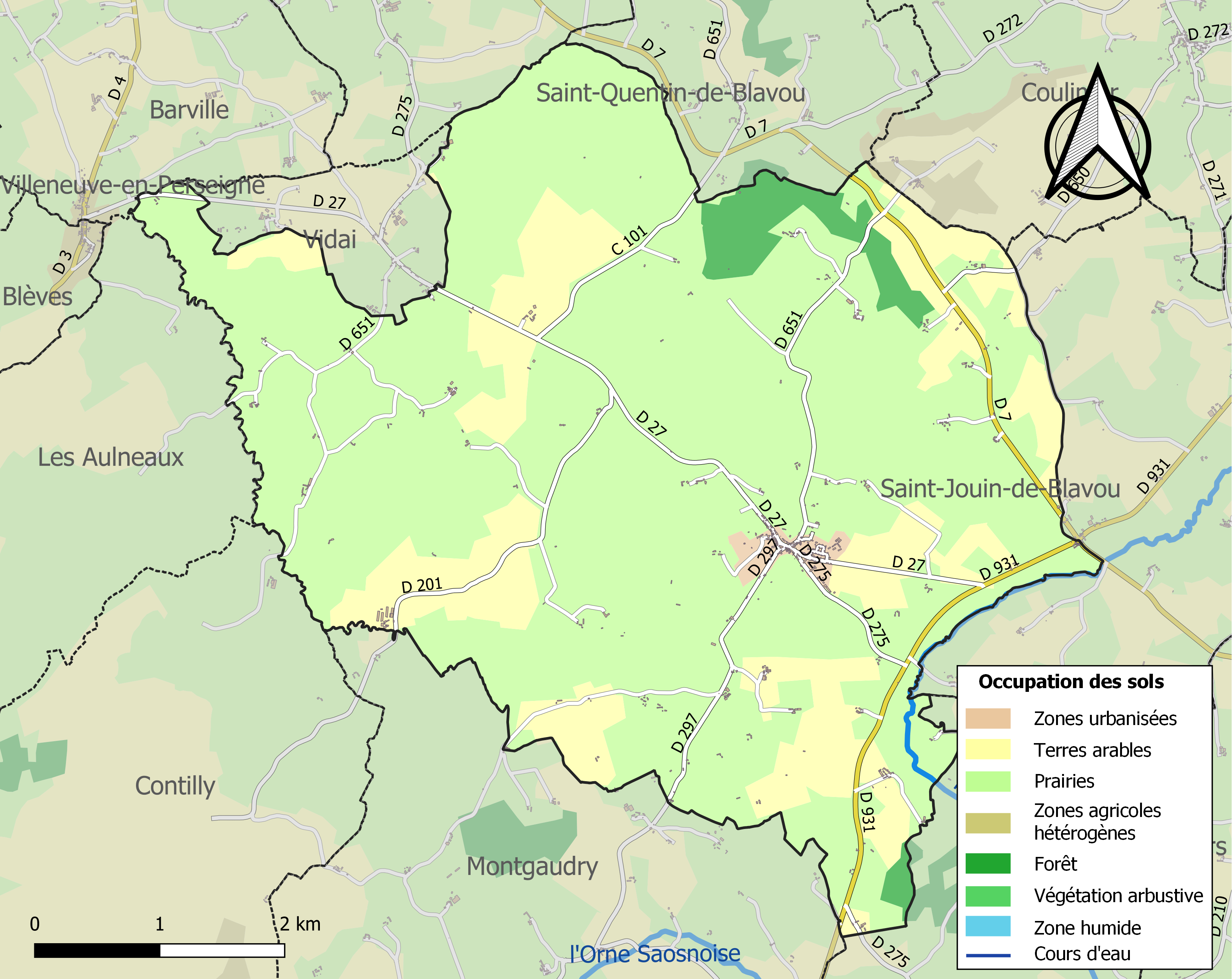
Carte des infrastructures et de l'occupation des sols de la commune en 2018 (CLC).

## Toponymie
Le nom de la localité est attesté sous la forme Parvanchieres en 1373 et Pervancheres vers 1769.
Le toponyme serait issu du latin pervinca, « pervenche »,.
Le gentilé est Pervenchérois.

## Héraldique
| Blason de Pervenchères | Blason  | D'argent aux six corolles de pervenche d'azur ordonnées 3, 2 et 1. |
| Blason de Pervenchères | Détails |                                                                    |

## Politique et administration
| Période                                  | Période   | Identité                  | Étiquette             | Qualité                                     |
| ---------------------------------------- | --------- | ------------------------- | --------------------- | ------------------------------------------- |
| 1920                                     | 1933      | René Dupray de La Mahérie | Républicain et social | Ingénieur agricole, député en 1932-1933     |
|                                          |           |                           |                       |                                             |
| Avant 1981                               | 1983      | Placide Bruneau           |                       |                                             |
| 1983                                     | 1995      | Christian Chartier        |                       |                                             |
| 1995                                     | Mars 2008 | Daniel Laforêt            |                       | Notaire                                     |
| mars 2008                                | En cours  | Philippe Picq             | SE                    | Cadre de l'industrie aéronautique, retraité |
| Les données manquantes sont à compléter. |           |                           |                       |                                             |

Le conseil municipal est composé de onze membres dont le maire et deux adjoints.
Le 31 décembre 2012, la commune a quitté la communauté de communes du Pays de Pervenchères, qui a été dissoute. Le lendemain, le 1er janvier 2013, la commune a intégré la communauté de communes du Bassin de Mortagne-au-Perche.

## Démographie
L'évolution du nombre d'habitants est connue à travers les recensements de la population effectués dans la commune depuis 1793. Pour les communes de moins de 10 000 habitants, une enquête de recensement portant sur toute la population est réalisée tous les cinq ans, les populations de référence des années intermédiaires étant quant à elles estimées par interpolation ou extrapolation. Pour la commune, le premier recensement exhaustif entrant dans le cadre du nouveau dispositif a été réalisé en 2007.
En 2022, la commune comptait 342 habitants, en évolution de +0,59 % par rapport à 2016 (Orne : −3,21 %, France hors Mayotte : +2,11 %).
Pervenchères a compté jusqu'à 1 011 habitants en 1846.
| 1793 | 1800 | 1806 | 1821 | 1836 | 1841 | 1846  | 1851 | 1856 |
| ---- | ---- | ---- | ---- | ---- | ---- | ----- | ---- | ---- |
| 883  | 771  | 997  | 948  | 981  | 988  | 1 011 | 994  | 979  |

| 1861 | 1866 | 1872 | 1876 | 1881 | 1886 | 1891 | 1896 | 1901 |
| ---- | ---- | ---- | ---- | ---- | ---- | ---- | ---- | ---- |
| 955  | 900  | 902  | 863  | 856  | 809  | 751  | 718  | 703  |

| 1906 | 1911 | 1921 | 1926 | 1931 | 1936 | 1946 | 1954 | 1962 |
| ---- | ---- | ---- | ---- | ---- | ---- | ---- | ---- | ---- |
| 657  | 633  | 553  | 544  | 543  | 606  | 600  | 560  | 498  |

| 1968 | 1975 | 1982 | 1990 | 1999 | 2006 | 2007 | 2012 | 2017 |
| ---- | ---- | ---- | ---- | ---- | ---- | ---- | ---- | ---- |
| 471  | 404  | 390  | 397  | 387  | 391  | 392  | 347  | 344  |

| 2022 | - | - | - | - | - | - | - | - |
| ---- | - | - | - | - | - | - | - | - |
| 342  | - | - | - | - | - | - | - | - |

## Lieux et monuments
- Manoir de Vauvineux et sa chapelle, inscrits au titre des monuments historiques par arrêté du 24 mai 1974[31].

À une centaine de mètre, restes d'une motte, traces de douves et éboulis d'un donjon cité en 1379 et exploité comme carrière de pierre au XIXe siècle.
- Église Notre-Dame-de-l'Assomption abritant un ensemble autel-retable-tabernacle-tableau, un pilier, des fonts baptismaux et trois statues classés au titre objet aux monuments historiques[33].
- Au lieu-dit la Lambonnière, un chêne vieux de 500 ans a été remis en valeur par l'association Faune et Flore.

## Pervenchères dans les arts
Dans son roman Sébastien Roch, Octave Mirbeau attribue au personnage éponyme des origines pervenchéroises.

## Personnalités liées à la commune
- René Dupray de La Mahérie (1887 à Pervenchères - 1933), maire de Pervenchères, député de 1932 à 1933.